# Pierre de L'Estoile
Piere de L'Estoile (Parigi, 1546 – Parigi, 8 ottobre 1611) fu un memorialista francese.

## Biografia
Di origine borghese, Pierre de l'Estoile venne istruito da Mathieu Béroalde. Divenne uno studente di legge a Bourges (1565). Divenne poi un notaio e segretario del re.
Trascorse un periodo in carcere nel 1589, perché sospettato di essere uno dei sostenitori dei Malcontenti. Vendette il suo ufficio nel 1601.

## Opere
I Journaux Registres (1574-1611) sono il registro dei conti personali durante il regno di Enrico III di Francia e di Enrico IV di Francia. Contengono però anche altre cose fra cui sonetti e opuscoli.
I diari non erano destinati alla pubblicazione. Ne vennero estratti successivamente il Journal de Henry III, pubblicato per la prima volta nel 1621 e il Journal de Henry IV, pubblicato nel 1741.

### Opere
- Registre-Journal du règne de Henri III, éd. M. Lazard et G. Schrenck, Genève, Droz, 1992.
- Journal de Henry III, Roy de France et de Pologne: ou Mémoires pour servir à l'histoire de France.
- Journal du règne de Henry IV, Roi de France et de Navarre.

### Saggi
- R. Trinquet, " La méthode de travail de P. de L'Estoile ", Bibliothèque d'Humanisme et de Renaissance, 17, 1955, p. 286-291.
- M. Chopard, "En marge de la grande érudition, un amateur éclairé, Pierre de L'Estoile", Histoire et Littérature. Les écrivains et la politique, Paris, P.U.F., 1977.
- G. Schrenck, "L'image du prince dans le Journal du règne de Henri III de Pierre de L'Estoile, ou l'enjeu d'une écriture", L'image du souverain dans les Lettres françaises, 1985, p. 15-25.
- F. Marin, "La fortune éditoriale des Registres journaux des règnes de Henri III et Henri IV de Pierre de L'Estoile", Nouvelle Revue du  XVIe siècle,, 20/2 - 2002, p. 87-108.
- G. Schrenck, "Pierre de L'Estoile et Montaigne, ou la lecture en miettes" ", Esculape et Dionysos. Mélanges en l'honneur de Jean Céard, Genève, Droz, 2008, p. 155-163.